# برایان گیل (بازیکن فوتبال)
برایان گیل (انگلیسی: Brian Gayle؛ زادهٔ ۶ مارس ۱۹۶۵) بازیکن فوتبال اهل بریتانیا است.
از باشگاه‌هایی که در آن بازی کرده‌است می‌توان به باشگاه فوتبال بریستول راورز، باشگاه فوتبال شروزبری تاون، باشگاه فوتبال منچستر سیتی، و باشگاه فوتبال ویمبلدون اشاره کرد.